# Dactyloscirus smileyi
Dactyloscirus smileyi är en spindeldjursart som beskrevs av Swift 1996. Dactyloscirus smileyi ingår i släktet Dactyloscirus och familjen Cunaxidae. Inga underarter finns listade i Catalogue of Life.